# Qazaqstan Prem'er Ligasy 2018
La Qazaqstan Prem'er Ligasy 2018 è stata la 27ª edizione della massima divisione del calcio kazako. La stagione è iniziata l'11 marzo 2018 e si è conclusa l'11 novembre 2018. L'Astana ha vinto il campionato per la quinta volta consecutiva.

## Stagione

### Novità
Al termine della stagione 2017 sono retrocesse in Birinşi Lïga il Taraz e il Oqjetpes. Dalla Birinşi Lïga sono promosse il Jetisý, prima classificata, e il Qyzyljar, seconda classificata.

### Formula
Le 12 squadre partecipanti si affrontano tre volte, per un totale di 33 giornate.

La squadra campione del Kazakistan ha il diritto a partecipare alla UEFA Champions League 2019-2020, partendo dal primo turno di qualificazione.

Le squadre classificate al secondo e terzo posto sono ammesse alla UEFA Europa League 2019-2020, partendo dal primo turno di qualificazione, assieme alla vincitrice della Coppa nazionale.

La terzultima classificata gioca lo spareggio con la terza classificata della Birinşi Lïga, mentre l'ultima e la penultima classificata retrocedono direttamente in Birinşi Lïga.

## Squadre partecipanti
| Club              | Stagione | Città       | Stadio                       | Stagione 2017               |
| ----------------- | -------- | ----------- | ---------------------------- | --------------------------- |
| Aqjaıyq           |          | Oral        | Stadio Petr Atoyan           | 10º posto in Prem'er Ligasy |
| Aqtöbe            |          | Aqtöbe      | Stadio Central'nyj           | 9º posto in Prem'er Ligasy  |
| Astana            | dettagli | Astana      | Astana Arena                 | Campione del Kazakistan     |
| Atyrau            |          | Atyrau      | Stadio Munajši               | 8º posto in Prem'er Ligasy  |
| Ertis             |          | Pavlodar    | Stadio Central'nyj           | 4º posto in Prem'er Ligasy  |
| Jetisý            |          | Taldıqorğan | Stadio Ortalıq Jetisu        | 1º posto in Birinşi Lïga    |
| Ordabasy          |          | Šymkent     | Stadio Qajımuqan Muñaýtpasov | 3º posto in Prem'er Ligasy  |
| Qairat            |          | Almaty      | Stadio Centrale              | 2º posto in Prem'er Ligasy  |
| Qaisar            |          | Qyzylorda   | Stadio Gany Muratbaeva       | 6º posto in Prem'er Ligasy  |
| Qyzyljar          |          | Petropavl   | Stadio Karasay               | 2º posto in Birinşi Lïga    |
| Shahter Qaraǵandy |          | Qaraǧandy   | Stadio Şaxter                | 7º posto in Prem'er Ligasy  |
| Tobyl             |          | Qostanay    | Stadio Central'nyj           | 5º posto in Prem'er Ligasy  |

## Classifica finale
|                       | Pos. | Squadra           | Pt | G  | V  | N  | P  | GF | GS | DR  |
| --------------------- | ---- | ----------------- | -- | -- | -- | -- | -- | -- | -- | --- |
| Kazakistan (bandiera) | 1.   | Astana            | 77 | 33 | 24 | 5  | 4  | 66 | 22 | +44 |
|                       | 2.   | Qairat            | 62 | 33 | 19 | 5  | 9  | 60 | 33 | +27 |
|                       | 3.   | Tobyl             | 53 | 33 | 15 | 8  | 10 | 36 | 30 | +6  |
|                       | 4.   | Ordabasy          | 46 | 33 | 13 | 7  | 13 | 38 | 44 | -6  |
|                       | 5.   | Qaisar            | 45 | 33 | 11 | 12 | 10 | 35 | 31 | +4  |
|                       | 6.   | Jetisý            | 43 | 33 | 11 | 10 | 12 | 36 | 40 | -4  |
|                       | 7.   | Aqtöbe (-6)       | 42 | 33 | 13 | 9  | 11 | 51 | 47 | +4  |
|                       | 8.   | Shahter Qaraǵandy | 36 | 33 | 8  | 12 | 13 | 29 | 36 | -7  |
|                       | 9.   | Atyrau            | 36 | 33 | 9  | 9  | 15 | 34 | 47 | -13 |
|                       | 10.  | Ertis             | 35 | 33 | 10 | 5  | 18 | 28 | 45 | -17 |
|                       | 11.  | Qyzyljar          | 35 | 33 | 10 | 5  | 18 | 27 | 48 | -21 |
|                       | 12.  | Aqjaıyq           | 30 | 33 | 7  | 9  | 17 | 31 | 48 | -17 |

Legenda:
      Campione del Kazakistan e ammessa alla UEFA Champions League 2019-2020
      Ammesse alla UEFA Europa League 2019-2020
 Ammessa allo spareggio promozione-retrocessione
      Retrocesse in Birinşi Lïga 2019
Note:
Tre punti a vittoria, uno a pareggio, zero a sconfitta.

## Risultati

### Tabellone
|                  | Aqj     | Aqt     | Ast     | Atı     | Ert     | Jet     | Ord     | Qýr     | Qýs     | Qız     | Şax     | Tob     |
| ---------------- | ------- | ------- | ------- | ------- | ------- | ------- | ------- | ------- | ------- | ------- | ------- | ------- |
| Aqjaýıq          | ––––    | 1-1 0-0 | 3-0 1-2 | 1-1     | 1-0     | 2-0     | 4-1     | 1-2     | 0-0 0-4 | 2-0 0-0 | 1-1     | 0-1     |
| Aqtöbe           | 1-1 0-0 | ––––    | 1-1 1-2 | 5-1     | 1-1     | 1-1     | 3-1     | 1-1     | 3-1 0-4 | 2-0 0-0 | 2-0     | 0-1     |
| Astana           | 3-0     | 3-1     | –––-    | 2-0     | 3-0 4-0 | 3-0     | 5-3 1-1 | 1-1 3-2 | 2-0 0-0 | 2-0 3-0 | 2-0     | 1-0     |
| Atıraw           | 2-0 2-1 | 1-1 3-1 | 0-2 0-1 | ––––    | 2-0     | 1-0     | 0-1     | 1-3     | 2-1     | 0-0 3-2 | 0-0     | 0-2 2-1 |
| Ertis            | 2-0     | 2-1     | 1-6     | 2-1 1-0 | ––––    | 0-2     | 1-2     | 1-2     | 0-1     | 5-0 0-1 | 1-1     | 0-1     |
| Jetisw           | 1-1 3-1 | 1-2     | 0-2     | 2-2 0-0 | 2-1 2-0 | ––––    | 4-2 1-1 | 1-3 1-0 | 1-0     | 2-1     | 1-0 1-1 | 0-1     |
| Ordabası         | 2-1 1-0 | 3-1 0-0 | 1-2     | 0-2 1-0 | 1-0 0-2 | 1-2     | ––––    | 2-1 2-0 | 1-2     | 2-1     | 2-1 1-1 | 0-1     |
| Qaýrat           | 3-0 0-1 | 3-2 6-1 | 1-2     | 2-0 4-2 | 4-0 0-1 | 0-0     | 2-0     | ––––    | 4-1     | 2-1     | 2-0 0-0 | 1-0 0-0 |
| Qaýsar           | 1-1     | 0-1     | 0-2     | 0-0 2-2 | 0-0     | 0-0 1-0 | 0-0 2-1 | 1-2     | ––––    | 2-1     | 3-0 2-1 | 2-2     |
| Qızıljar         | 2-1     | 2-1     | 0-2     | 1-1     | 1-0     | 1-0 1-1 | 1-2     | 1-3 2-1 | 0-0 1-0 | ––––    | 1-0 2-1 | 1-2     |
| Şaxter Qarağandı | 1-2 0-1 | 1-1 1-0 | 1-0 3-1 | 3-0 2-1 | 0-1     | 1-1     | 0-0     | 1-1     | 2-2     | 2-1     | ––––    | 0-1 2-1 |
| Tobıl            | 1-1     | 2-3     | 0-0 1-0 | 3-2     | 1-1 1-2 | 1-0 2-2 | 1-1 1-0 | 1-0     | 0-3 0-0 | 0-1 3-0 | 0-1     | ––––    |

## Spareggio promozione/retrocessione
| Squadra 1                           | Totale | Squadra 2 | Andata | Ritorno |
| ----------------------------------- | ------ | --------- | ------ | ------- |
| 16 novembre 2018 / 20 novembre 2018 |        |           |        |         |
| Qyran                               | 1 - 5  | Ertis     | 0 - 3  | 1 - 2   |

## Statistiche

### Classifica marcatori
| Gol | Rigori |  | Giocatore           | Squadra           |
| --- | ------ |  | ------------------- | ----------------- |
| 18  | 2      |  | Marcos Pizzelli     | Aqtöbe            |
| 17  |        |  | Aderinsola Eseola   | Aqjaıyq / Qairat  |
| 14  |        |  | Marin Tomasov       | Astana            |
| 12  |        |  | Isael               | Qairat            |
| 10  | 1      |  | Alekseý Şçetkïn     | Astana            |
| 10  |        |  | Bratislav Punoševac | Qaisar / Qyzyljar |
| 9   | 1      |  | Andrej Aršavin      | Qairat            |
| 9   |        |  | Malick Mané         | Aqjaıyq           |